# Antun Augustinčić
Antun Augustinčić, hrvaški kipar, * 4. maj 1900, Klanjec, † 10. maj 1979, Zagreb.
Skupaj z Ivanom Meštrovićem in Franom Kršinićem spada med tri najpomembnejše hrvaške kiparje 20. stoletja. Njegovi najbolj znani deli sta spomenik Miru, ki stoji pred stavbo sedeža Združenih Narodov v New Yorku in kip Rudarja pred sedežem mednarodne organizacije dela v Ženevi. Deloval je tudi kot profesor na Akademiji likovnih umetnosti v Zagrebu

## Življenje in delo
Avgustinčić se je rodil v majhnem kraju Klanjec v Hrvaškem Zagorju na severu Hrvaške, ki je takrat spadalo pod del Avstro-Ogrske.
Kiparstva se je začel učiti leta 1918 na zagrebški Visoki šoli za umetnost pri profesorju Rudolfu Valdecu in Robertu Frangešu od leta 1922 pa na Kraljevi akademiji za umetnost in obrt pri Ivanu Meštroviću. Po diplomi je leta 1924 odšel v Pariz, kjer se je do 1926 izpopolnjeval na École des Arts décoratifs in Académie des Beaux-Arts pod vodstvom Jeana Antoina Injalberta. Od 1929 je sodeloval na mednarodnih kiparskih natečajih in prejel več nagrad. Do leta 1941 je razstavljal v Parizu in domovini. Ustvarjal je spomenike, portrete, kompozicije, akte in reliefe. Kot aktivni udeleženec narodnoosvobodilnega boja je ustvarjal tudi med vojno. Bil je hrvaški delegat na II. zasedanju Avnoja in na njem izvoljen za podpredsednika. V tem obdobju ie ustvaril  Portret Maršala Tita, Relief Centralnega komiteja,  kompozicijo Ranjeni partizani in drugo. V tujini in domovini je ustvaril več spomenikov. Med mnogimi povojnimi stvaritvami se odlikujejo: Kip Josipa Broza Tita v Kumrovcu (1948), Spomenik miru pred palačo Organizacije združenih narodov v New Yorku (1952), Spomenik Rdeči armadi pri Batini (1947), bronasto plaketo Rudarja pred palačo Mednarodne organizacije dela v Ženevi. Poleg mogočnih spomenikov je ustvaril tudi vrsto psiholoških portretov in figuralnih skupin.